# Lignareix
Lignareix é uma comuna francesa na região administrativa da Nova Aquitânia, no departamento de Corrèze. Estende-se por uma área de 9,38 km². Em 2010 a comuna tinha 174 habitantes (densidade: 18,6 hab./km²).